# 弦楽四重奏曲第2番 (シューベルト)
弦楽四重奏曲第2番 ハ長調 D 32 は、フランツ・シューベルトが1812年に作曲した弦楽四重奏曲。かつては紛失した作品とされていたが、のちに再発見された。

## 概要
本作は1812年の9月30日に書き上げられたが、シューベルトの生前には発表されなかった。シューベルトの死から間もない1830年頃に、ウィーンの楽譜出版業者のアントニオ・ディアベリは、シューベルトの残した大量にある未出版の作品の楽譜を、シューベルトの兄フェルディナントから購入しているが、その中にはこの弦楽四重奏曲の手書きの楽譜も含まれていたという。しかし、ディアベリはこの弦楽四重奏曲を出版せず、楽譜はディアベリの後継者たちの手に移った後に所在不明となり、紛失した状態となった。
そこからさらに60年が経過した1890年に、当時出版された旧シューベルト全集にこの作品の楽譜を収めることになったが、その時に楽譜の所在が判明したのは第1楽章、メヌエットとトリオ、終楽章の後半部分だけに過ぎず、この当時は全部で5楽章の構成であったと推測された。ところが1950年代初頭、スウェーデンのマルメ在住の領事オットー・タウシヒの所に紛失したと思われた弦楽四重奏曲の第3楽章と第5楽章の前半部分のものらしい手書きの楽譜が存在することが判明し、イギリスの音楽学者モーリス・ブラウンは、オットー・エーリヒ・ドイチュの協力を得て、調査した結果これらが『弦楽四重奏曲第2番』に属するものであると突き止めた。そして未完成のまま残されたハ長調のアンダンテは、シューベルト自身は気に入らず、結局放置して使わないことにし、伝統的な4楽章の弦楽四重奏曲としたことが改めて判明したため、旧全集の5楽章制の説は否定された。
のちにタウシヒの所で発見された2つの楽章の楽譜は、1954年12月に初めて出版された。そして4楽章の形での初演は、1955年の12月23日にロンドンのBBC主催の演奏会で、エオリアン弦楽四重奏団によって行われた。

## 曲の構成
全4楽章、演奏時間は約21分。前作『第1番 ト短調/変ロ長調』（D 32）と比べて、音楽の流れの点では著しくなめらかさを増してきてはいるものの、四重奏的な流れの点ではいくらか後退してきているともいえる。また、第1番ではほとんど認められなかった、楽章間を主題の進行で統一しようとする傾向が見られる。それぞれの楽章の調性の関係も第1番よりも緊密である。
- 第1楽章 プレスト
ハ長調、8分の6拍子。
冒頭主題の上行音階的な進行の楽章の主題でも使われている。この楽章では、対比する第2主題らしきものは置かれておらず、展開の技法も成熟していない。

- 第2楽章 アンダンテ
イ短調、8分の6拍子。
軽く感傷的な抒情性を流したような楽章で、冒頭主題は後の『交響曲第1番 ニ長調』（D 82）の第2楽章の主題と素材の点で似ている。

- 第3楽章 メヌエット：アレグロ - トリオ
ハ長調 - ヘ長調、4分の3拍子、複合三部形式。
アレグロではあるものの、スケルツォ的な要素はまだ少なく、モーツァルト辺りからの影響が見られる。

- 第4楽章 アレグロ・コン・スピリート
ハ短調 - ハ長調、4分の3拍子。
主題の展開に創意が見られ、ほとんどの素材が8小節から導かれている。